# Sigismund av Brandenburg
Sigismund av Brandenburg, född 11 december 1538 i Berlin, död 13 september 1566 på slottet Moritzburg i Halle (Saale), var från 1552 till sin död furstärkebiskop av Magdeburg och biskop av Halberstadt.

## Biografi
Sigismund tillhörde det brandenburgska furstehuset Hohenzollern och var son till kurfurst Joakim II av Brandenburg i dennes andra äktenskap med prinsessan Hedvig Jagellonica av Polen. Han ska enligt samtiden ha liknat sin morfar, kung Sigismund I av Polen, som han också uppkallades efter.
Sigismund var från födseln titulär markgreve av Brandenburg och efterträdde 1552 sin äldre halvbror Fredrik IV av Brandenburg som furstärkebiskop av Magdeburg och biskop av Halberstadt. Eftersom han vid utnämningen 26 oktober 1552 endast var 13 år gammal kom hans faktiska tillträde att uppskjutas och fram till 1557 regerade greve Johan Georg av Mansfeld som ståthållare i Magdeburg, medan valet av Sigismund kom att bekräftas av påve Julius III och därefter av ständerna i Halle 23 januari 1554. Till minne av valet präglades två olika minnesmynt i form av daler som idag är ytterst sällsynta, och som visar Sigismund i världslig dräkt men med titeln ärkebiskop.
Sigismund var protestant och regerade Magdeburg som administrator, men förblev ogift. Han var den siste furstärkebiskop vars utnämning bekräftades av påven. 1555 meddelade kejsar Ferdinand I honom appellationsprivilegium, vilket förbjöd ärkebiskopsdömets undersåtar att överklaga ärkebiskopens beslut till kejsaren. Domkapitlet ställde sig 1567 bakom Sigismund genom att ansluta sig till reformationen. Ett fullständigt genomdrivande av reformationen i Magdeburg kom dock att försenas av Sigismunds förtida död 1566, och förhindrade också Sigismunds möjliga kandidatur vid det polska kungavalet.